# Donald Spero
Donald Spero (Chicago, 9 de agosto de 1939) es un deportista estadounidense que compitió en remo.
Ganó una medalla de oro en el Campeonato Mundial de Remo de 1966 y dos medallas en el Campeonato Europeo de Remo, plata en 1963 y bronce en 1964.

## Palmarés internacional
| Campeonato Mundial | Campeonato Mundial       | Campeonato Mundial | Campeonato Mundial |
| Año                | Lugar                    | Medalla            | Prueba             |
| ------------------ | ------------------------ | ------------------ | ------------------ |
| 1966               | Bled (Yugoslavia)        | Medalla de oro     | Scull individual   |
| Campeonato Europeo |                          |                    |                    |
| Año                | Lugar                    | Medalla            | Prueba             |
| 1963               | Copenhague (Dinamarca)   | Medalla de plata   | Doble scull        |
| 1964               | Ámsterdam (Países Bajos) | Medalla de bronce  | Scull individual   |

1. ↑  En algunas ediciones del Campeonato Europeo se permitió la participación de remeros de otros continentes.